# Emilio Sánchez Perrier
Pour les articles homonymes, voir Sánchez et Perrier.
Emilio Sánchez Perrier, (1855 à Séville - 1907 à Alhama de Granada), est un peintre espagnol.
Âgé de treize ans il entre à l'Académie de Beaux-Arts de Séville, tout en travaillant comme horloger avec son père. Il étudiera ensuite à l'école de Beaux arts à Madrid.
Attiré par l'histoire et le paysage, il réalise des lithographies qui reproduisent des détails pittoresques.

Lié à l'École Libre de Beaux Arts de Séville, il commence en 1877 une série de voyages à travers l'Espagne, où il prend contact avec Charles Haës et son cercle de peintres.
En 1879 il s'installe à Paris et étudie à l'atelier d'Auguste Boulard, Jean-Léon Gérôme et Félix Ziem. Il peint des paysages de Fontainebleau et de Barbizon. Il expose à la Royal Academy de Londres et au Salon de Paris en 1880 avec deux paysages d'Andalousie et en compagnie de Luis Jimenez. Sa notoriété grandissant, le collectionneur américain George A.Lucas lui achète des paysages.
Sa peinture devient plus réaliste avec l'apparition de la photographie, recherchant la perfection des détails dans ses paysages.
Après s'être imprégné des couleurs de Venise en 1884-1885, de Bretagne en 1886 ou de Tanger au Maroc en 1887, il expose dans différentes expositions :
- en 1878 à l'exposition de la société de beaux arts nationale de Madrid, où une œuvre sera acquise par le Duc de Montpensier ;
- en 1879 à Cadix à l'exposition régionale, où il reçoit la médaille d'or ;
- en 1880 au Salon des Artistes Français, où il reçoit les éloges ;
- en 1889 à l'Exposition Universelle, où il reçoit la médaille d'argent.

Il rejoint Luis Jiménez Aranda à partir de 1889 à Pontoise où il peint les bords de l'Oise, entre Pontoise et Auvers-sur-Oise plusieurs toiles de cette période sont au catalogue de la rétrospective consacrée au peintre à Séville en l'an 2000. Entre 1894 et 1896 il séjourne souvent à Pontoise et à Paris. Il dédicace à cette époque en 1896 à Madame Tavet un paysage caractéristique de sa technique et de l'influence des Post-Impressionnistes français, en particulier de Daubigny.
Il est nommé membre de l'académie des Beaux Arts de Séville.
Il revient en Espagne en 1890, tandis qu'en France il est nommé Membre de la Société Nationale de Beaux Arts.
Vers 1896 sa tuberculose est diagnostiquée, cette maladie lui coutera la vie plusieurs années plus tard.
Sanchez Perrier est célèbre pour sa peinture de paysages où le ciel et l'eau occupent une place essentielle. Il est plus connu pour ses peintures scéniques de Venise, qui représentent des vues intimistes ou générales de cette ville européenne .
Peintre et aquarelliste de l'école de Séville, cherchant à concilier réalisme et peinture plus libre sur le motif dans une synthèse que les historiens d'art espagnols appellent parfois <<précionnisme >>.
Son style de peinture post-impressionniste est très prisé tant en Europe qu'aux États-Unis, et l'on retrouve ses œuvres dans d'importantes collections privées, en France et en Espagne et dans différents musées.
- Le Pont de Pontoise,Nocturne, circa 1889, huile sur panneau, 14,5 × 21,5 cm, Collection privée, Séville.
- Pontoise,Péniche à l'Ile Saint-Martin, circa 1895, huile sur panneau, 26,5 × 35,2 cm, Collection privée, Madrid.
- Bords de l'Oise, 1898, Huile sur panneau, 15,3 × 28,2 cm, Musée Tavet-Delacour de Pontoise

## Source
- Catalogue de l'Exposition: Les Peintres et l'Oise, 2007, Musée Tavet-Delacour à Pontoise.